# Serrimargo vietnamensis
Serrimargo vietnamensis – gatunek chrząszcza z rodziny biegaczowatych i podrodziny Lebiinae.

## Taksonomia
Gatunek opisany został w 2010 roku przez Ericha Kirschenhofera. Holotypem jest samica odłowiona w 1995 roku.

## Opis
Chrząszcz o długości ciała 10,4 mm i szerokości 5 mm, szerokie i spłaszczone. Głowa, przedplecze i pokrywy błyszcząco czarno-brązowe. Brzegowe zagłębienie pokryw i przedplecza szeroko-jasnobrązowe. Żuwaczki, labrum i przednia krawędź nadustka rudobrązowe. Pierwszy człon czułków czarno zakończony, a pozostałe człony, głaszczki i stopy rudożółte. Uda i golenie czarno zakończone. Przedplecze i pokrywy zmatowiałe wskutek mikrorzeźby. Oczy szerokie, wyłupiaste, półkuliste. Labrum znacznie dłuższe niż szerokie, ścięte u wierzchołka. Przedplecze 1,44 raza szersze niż długie o brzegowym zagłębieniu płytkim i gęsto poprzecznie pomarszczonym. Przednie jego kąty wystające, szerokie i płaskie. Pokrywy bocznie wypukłe o rzędach raczej głębokich, a międzyrzędach wypukłych pośrodku z rządkiem małych, płytkich punktów.

## Występowanie
Gatunek ten jest endemitem Wietnamu, znanym tylko z południowej części kraju.